# Joop Hox

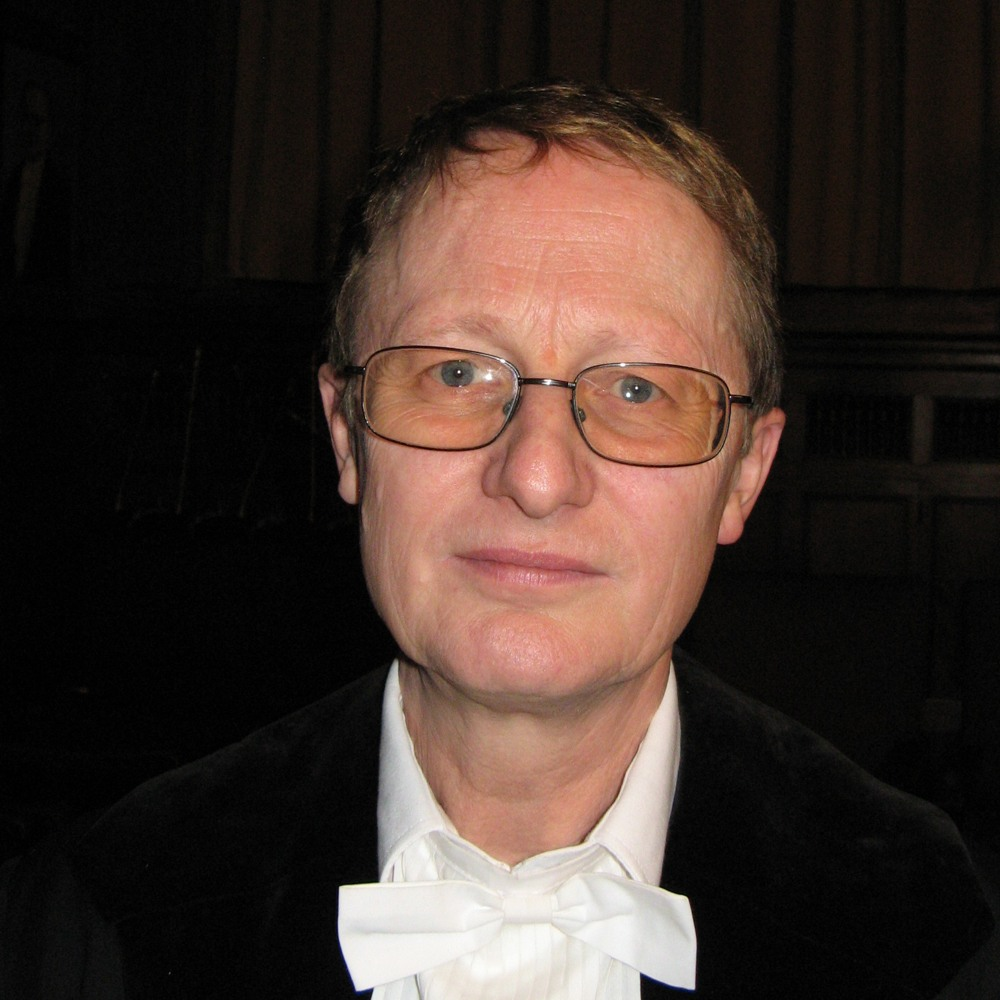
Joop Hox, Utrecht 2009

Josephus Johannes Cornelis Maria (Joop) Hox (1949) is een Nederlands psycholoog en hoogleraar methodenleer aan de Universiteit Utrecht. Hij is een specialist op het gebied van survey research.

## Levensloop
Joop Hox volgde het Bisschoppelijk College Roermond van 1962 tot 1968 en het Whitman College van 1968 tot 1969. Hij promoveerde in 1986 bij Don Mellenbergh aan de Universiteit van Amsterdam op het proefschrift "Het gebruik van hulptheorieën bij operationalisering : een studie rond het begrip subjectief welbevinden". In 1990 was hij verder Fulbright scholar bij de Universiteit van Californië - Los Angeles (UCLA).
Van 1977 tot 1996 werkte hij als assistent professor aan de Universiteit van Amsterdam, onder andere bij Gerard de Zeeuw. In 1997 werd hij benoemd tot hoogleraar Methoden en technieken van sociaal wetenschappelijk onderzoek aan de Universiteit Utrecht, ter gelegenheid waarvan hij een inaugurale rede uitsprak getiteld "Er is nieuws onder de zon : nieuwe oplossingen voor oude problemen". Hox is verder betrokken bij de "Interuniversity Graduate School of Psychometrics and Sociometrics" (IOPS).
Bij Hox is onder andere Ger Snijkers gepromoveerd.

## Werk
Hox' onderzoeksinteresses liggen op het gebied van de kwaliteitsborging van survey-onderzoek en van de multiniveau-analyse van hiërarchisch gestructureerde gegevens. In multiniveau-analyse wordt verondersteld dat de te onderzoeken data een hiërarchische ofwel gelaagde structuur hebben. Speciale modelleertechnieken zijn ontwikkeld om deze data in kaart te brengen. Door het gebruik van deze technieken kan de kwaliteit van gegevens verkregen door surveys veelal aanzienlijk worden verbeterd.

## Publicaties
Hox publiceerde enige boeken en meerdere artikelen. Een selectie:
- 1984. Sociale wenselijkheid bij postenquêtes : onbedoelde effecten van het Dillman systeem. Met Edith de Leeuw en Toin Duijx.
- 1986. Het gebruik van hulptheorieën bij operationalisering : een studie rond het begrip subjectief welbevinden. Proefschrift Universiteit van Amsterdam.
- 1988. De microcomputer in sociaal-wetenschappelijk onderzoek. Met Gerard de Zeeuw (red.). ISBN 90-265-0965-0
- 1989. Praktijkgericht onderzoek : debat/design/data. Met B.C. Swaans-Joha (red.). Amersfoort: Acco. ISBN 90-5256-005-6
- 1995. Beschrijvende technieken. Met Arie van Peet. Groningen: Wolters-Noordhoff. ISBN 90-01-41210-6
- 1996. Onderzoeksmethoden. Met onder andere Harm 't Hart, Martijn de Goede en Wim Jansen. Meppel: Boom.
- 1997. Inductieve technieken. Met Arie van Peet en Godfried van den Wittenboer, Groningen: Wolters-Noordhoff, ISBN 90-01-41211-4 (1997).
- 1998. Er is nieuws onder de zon; Nieuwe oplossingen voor oude problemen. Inaugurele rede Universiteit Utrecht, ISBN 90-801073-5-2

Artikelen, een selectie:
- "Discussion of "Analysis of variance--why it is more important than ever by A. Gelman." Met Herbert Hoijtink. In: Annals of statistics Vol. 33, No. 1, 40-43 (2005)